# Barbara Mikulski

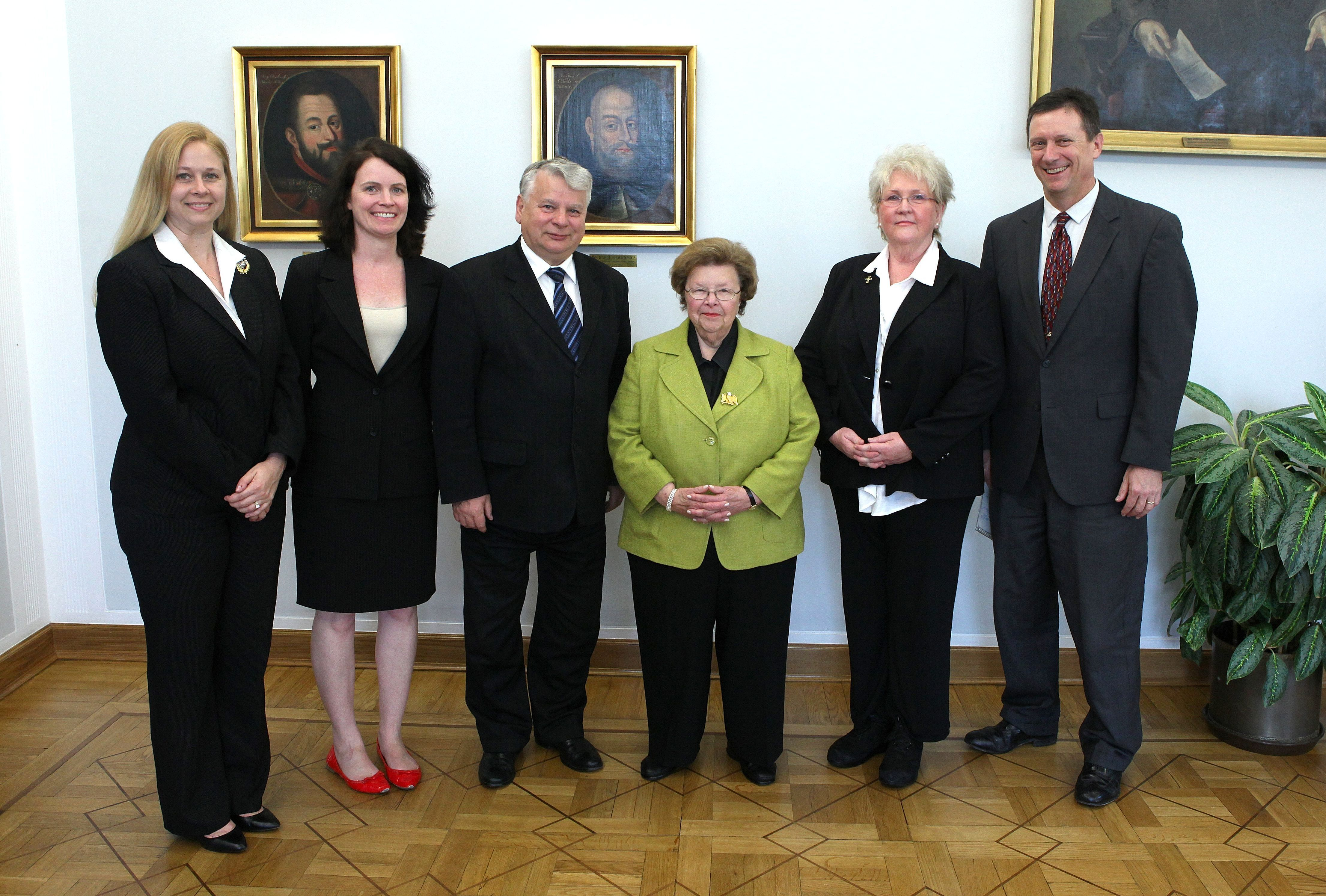
Barbara Mikulski (w środku) podczas wizyty w Senacie RP, 2013

Barbara Ann Mikulski (ur. 20 lipca 1936 w Baltimore) – amerykańska działaczka polityczna polskiego pochodzenia, senator ze stanu Maryland. Jest członkinią amerykańskiej Partii Demokratycznej. Wybrana do Izby Reprezentantów w 1976, ponownie w 1978, 1980, 1982 i 1984. W 1986 została wybrana do Senatu (kolejne reelekcje 1992, 1998, 2004 i 2010). W chwili złożenia mandatu w 2017 najstarsza stażem kobieta-senator.
Pierwsza kobieta-senator Kongresu USA, która nie odziedziczyła tego stanowiska po mężu, a zdobyła je w wyborach. Pierwsza kobieta w USA, która zasiadała w obu izbach Kongresu: Izbie Reprezentantów i Senacie.
Pierwsza kobieta w historii stanu, którą wybrano na stanowisko obejmujące cały stan Maryland. Wsławiła się w latach 80 XX w. i 90 XX w. walką o zwiększenie liczby kobiet w Senacie. Wysiłki te doprowadziły do wyboru na senackie fotele dziewięciu kobiet z różnych stanów USA, co zaskarbiło Barbarze Mikulski honorowy tytuł Dziekana Senatu Kobiecego.

## Życiorys
Urodziła się 20 lipca 1936 w East Baltimore jako prawnuczka polskich imigrantów, którzy po przyjeździe do Stanów Zjednoczonych otworzyli w tym mieście piekarnię. Była najstarszą z trzech sióstr, a jej rodzice przez lata prowadzili mały sklepik z warzywami. Pracowała w sklepie rodziców, dowożąc zakupy do mieszkań osób, które nie mogły poruszać się o własnych siłach.
W 1958 ukończyła Mount Agnes College, a w 1965 uzyskała tytuł magistra nauk socjalnych na University of Maryland w Baltimore.
Początki jej kariery politycznej datują się na koniec lat 60 XX w. W jej rodzinnym Baltimore, rządzący wtedy miastem politycy Partii Demokratycznej zaproponowali budowę 16-pasmowej autostrady, która miała przebiegać przez historyczną część miasta. Ta budowa wstrzymałaby rozwój dzielnicy, w której w latach 60 XX w. zaczęli osiedlać się przedstawiciele afroamerykańskiej klasy średniej. Autostrada uniemożliwiłaby także atrakcyjne zagospodarowanie nadbrzeża Baltimore. Mikulski zorganizowała mieszkańców okolicznych dzielnic i zniweczyła plany tej budowy. Wkrótce potem (1971) została wybrana na 5-letnią kadencję do Rady Miasta Baltimore.
W 1976 wygrała wybory do Izby Reprezentantów Kongresu USA, a dziesięć lat później została wybrana na senatora Kongresu. Funkcję tę sprawowała do 2017 roku.
W Senacie była przewodniczącą komitetu do spraw ludzi starszych (Committee on Aging) oraz członkiem kilku innych, m.in. komitetu ds. operacji za granicą (Committee on Foreign Operations).
W latach 1992 i 1998 otrzymała aż 71 proc. głosów wyborców stanu Maryland, co jest rzadko spotykane w amerykańskiej polityce.
W Kongresie USA znana była jako orędowniczka praw i potrzeb przeciętnego człowieka, a zwłaszcza praw kobiet. Za swe najważniejsze zadanie uważa nie tylko troskę o przyszłość kraju, ale także udzielanie obywatelom Maryland pomocy w codziennych, praktycznych sprawach.
W maju 2010 amerykański Senat przyjął poprawkę do ustawy imigracyjnej, która umożliwia włączenie Polski do programu ruchu bezwizowego. Poprawka została zgłoszona przez senatorów Barbarę Mikulski i Ricka Santoruma. Senator Mikulski powiedziała, że ta poprawka umożliwia włączenie Polski do programu bezwizowego, ponieważ dotyczy obywateli krajów, które są sojusznikami Stanów Zjednoczonych w wojnie z terroryzmem. W Senacie poprawka została przyjęta jednogłośnie.
W maju 2012 przedłożyła w Senacie Paycheck Fairness Act, zrównujący płace kobiet i mężczyzn za tę samą pracę, którego procedowanie zostało zablokowane głosami Republikanów 5 czerwca 2012.
W czerwcu 2013 została odznaczona przez szefa MSZ, Radosława Sikorskiego, Odznaką Honorową „Bene Merito”. 22 sierpnia 2013 prezydent Bronisław Komorowski odznaczył ją Krzyżem Komandorskim z Gwiazdą Orderu Odrodzenia Polski. W listopadzie 2015 otrzymała Medal Wolności z rąk prezydenta Stanów Zjednoczonych, Baracka Obamy.